# Hirebudanur, Parasgad
Hirebudanur là một làng thuộc tehsil Parasgad, huyện Belgaum, bang Karnataka, Ấn Độ.